# إغواء
الإغراء أو الإغواء هو الرغبة في الانخراط في دوافع قصيرة المدى للتمتع والتي تهدد الأهداف طويلة المدى. في سياق بعض الأديان، الإغراء هو الطريق إلى الخطيئة. يصف الإغراء أيضًا بأنه إقناع أو حث الشخص على ارتكاب مثل هذا الفعل، عن طريق التلاعب أو غير ذلك من الفضول أو الرغبة أو الخوف من فقدان شيء مهم للشخص.
في سياق ضبط النفس، يوصف الإغراء بأنه دافع فوري وممتع و / أو دافع يعطل قدرة الأفراد على انتظار الأهداف طويلة المدى، التي يأمل ذلك الفرد في تحقيقها.
وبشكل غير رسمي، يمكن استخدام الإغواء ليعني "حالة الانجذاب والإغراء" دون أي علاقة بالتقييم الأخلاقي أو التفكير الاخلاقي؛ على سبيل المثال، قد يقول المرء أن قطعة من الطعام تبدو "مغرية" على الرغم من أن تناولها لن يؤدي إلى عواقب سلبية
تشير الأبحاث إلى وجود تأثيرات متناقضة مرتبطة بالإغراء. ضمنيًا في جميع الأشكال التي يمكن أن يقدم فيها الإغراء نفسه، هناك مجموعة من الخيارات التي قد تسهل المعايير الأخلاقية العالية في صنع القرار.
- يمكن أن تؤدي الإغراءات الضعيفة أو الخفية، مقارنة بالإغراءات القوية أو الواضحة، إلى فقدان أكبر لضبط النفس.
- تشير الأبحاث المدعومة إلى أن "الإغراءات المتاحة أقل قيمة وأقل إغراءً". [1]

يمكن أن يكون للإغراءات تأثيرات على تحقيق الهدف على المدى الطويل، فقد وجد أن الأفراد الذين قامو بتجربة الإغراء وجدوا أن هناك فوائد لتجاربهم.

## الاستخدام الديني
كتب مقال بحثي بواسطة أستاذ في جامعة بانكوك، حول الآثار السلبية المحفزة والمقنعة لمثل هذه الإغراءات مثل المال، والتي يمكن أن تدفع المرء إلى تجاهل المعتقدات الدينية سواء كانت البوذية أو المسيحية وما إلى ذلك. ويقول إنه إذا أتيحت لنا فرصة بمبلغ كبير من المال، فلدينا فرصة أكبر للإيذاء أو المشاركة في سوء السلوك بكافة انواعة. إن فكرة المال كتكتيك إقناع سلبي فيما يتعلق بالأديان المذكورة أعلاه، أثبتت نفسياً أنها تؤثر على قدرتنا المعرفية على اتخاذ القرارات. تحدثت مقالة فانشاي فقط عن الممارسات البوذية ولكن يُعتقد أنه يمكن توسيعها لتشمل جميع المعتقدات.
في التقليد المسيحي الأرثوذكسي الشرقي، يتم تقسيم التجربة إلى 6 خطوات أو مراحل : الاستفزاز، والاضطراب المؤقت للعقل، والاقتران، والقبول، والاستحواذ، والعاطفة. 

## الإستخدام غير الديني
يستخدم الإغراء عادة بمعنى بسيط لوصف الأفعال التي تشير إلى عدم ضبط النفس . الإغراء هو الشيء الذي يغري، ويثير، ويغوي شخصًا ما. العشق يمكن ان يكون ايضا في سياق الاغراء عندما يفعل الشخص شيئا بدافع الحب.
في الإعلانات، يعد الإغراء موضوعًا مشتركًا للعديد من تقنيات التسويق والإعلان المستخدمة لجعل المنتجات أكثر جاذبية.

## آثار الإغراء
هناك تأثيرات مُقَدَّمة على مجموعة متنوعة من النتائج من الإغراء. مثل صحة الفرد ورفاهته. ويمكن ايضا ان يقل التوتر الذي قد يعاني منه الفرد.  على سبيل المثال، من المحتمل أن يكون للنزاعات غير المرغوب فيها "غير المشروعة و / أو المتجاوزة التي تكمن وراء الحل الناجح أو الفاشل لتجربة الإغراء آثار تيسيرية أو موهنة على جوانب لا تعد ولا تحصى من الصحة البدنية والصحة العقلية والرفاهية".  قد تؤثر تجربة الفرد مع الإغراء على تجارب الشخص المستقبلية، وتتنبأ بالإمكانيات والنتائج المستقبلية. 

## مقاومة الفتن
عادة ما يستخدم الفرد ضبط النفس لمقاومة الإغراء. ذكر بورهوس فريدريك سكينر طرق لتحقيق ذلك.  يعتبر البعض ضبط النفس مورداً محدوداً ينضب بالاستخدام.   يعتقد البعض أن ضبط النفس يمكن تجديده، وبالتالي يمكن التغلب على الآثار المباشرة لضبط النفس المستنفد للفرد، وأن الفرد يجب أن يكون قادرًا على تحديد الرغبه في الإغراء (أي رغبة قصيرة المدى) قبل الذات. - يمكن أن تؤثر السيطرة على النتيجة. 